# 김창훈 (1990년)
김창훈(한국 한자: 金昶訓, 1990년 2월 17일 ~ )은 대한민국의 축구 선수이며 포지션은 수비수이다.

## 클럽 경력
2011년 11월 세레소 오사카 입단이 확정되었다. 이후 오이타 트리니타에 임대되었으나 6경기 출전에 그쳤고 2013년 내셔널리그 울산 현대미포로 임대되어 시즌 거의 모든 경기를 출전하였다.
2013 K리그 드래프트에 참가하여 수원 FC에 지명되었다.
2015 시즌을 마치고 군 복무를 위해 상주 상무에 입대하였다.